# Kasteel Vosbergen
Kasteel Vosbergen is een rijksmonument, buitenplaats en landgoed in Heerde in de Nederlandse provincie Gelderland.

## Geschiedenis
Ondanks de muurankers die het jaartal 1623 vermelden, moet het huis al in de 16e eeuw gebouwd zijn. Voor het eerst wordt het genoemd in een document uit 1558 waarin de edelman Gerlich Doys uit Deventer bij testament beschikking krijgt over zijn bezittingen in Heerde. Het vererfde via Arnolda Doys op Gerrit Krijt en bleef lange tijd in het bezit van dat geslacht. In die tijd werd het huis ook wel Krijt of Krijtenhuys genoemd. In 1715 werd het verkocht aan het (geparenteerde) riddermatige geslacht Van Dedem, waarvan de afstammelingen het landgoed nog steeds bezitten. Uniek is dat het huis sinds de bouw weinig wijzigingen en uitbreidingen heeft ondergaan, waardoor het een zeldzaam voorbeeld is van een gaaf bewaard, omgracht, bakstenen edelmanshuis van bescheiden omvang. Het huis bestaat uit twee naast elkaar gelegen vleugels van twee woonlagen, gedekt door zadeldaken en ieder voorzien van een kelder onder het achterste, om die reden als opkamer uitgevoerde vertrek. Het huis staat in het water, dat verbonden is met een buitengracht. In de periode 1972-1974 werd het huis door de toenmalige bewoners mr. H.M.A. Kamerlingh Onnes en diens echtgenote G.A. barones van Dedem (dochter van Godert Willem baron van Dedem, heer van Vosbergen, 1902-2002) uitvoerig gerestaureerd en werd begonnen met het herstel van het oude lanenstelsel en de waterlopen van het omliggende park. In 1985 werd het in de Rijksmonumentenlijst opgenomen. Op het voorplein van het kasteeltje zelf bevindt zich een bouwhuis, en volgens oude afbeeldingen hebben er eerder aan weerszijden twee gestaan. Van het 80 ha grote landgoed maken ook enkele historische boerderijen deel uit. In de 19e eeuw stonden er eveneens twee papiermolens op het landgoed, waarvan alleen nog een stelsel van watergangen/rabatten en een watervalletje getuigen. Het grachtenstelsel wordt gevoed door beken die via de Grift uiteindelijk in de IJssel uitmonden.  Achter het huis staat een van de oudste rode beuken van Nederland. Het weiland tegenover het huis is jarenlang in de winter als ijsbaan voor het dorp gebruikt.

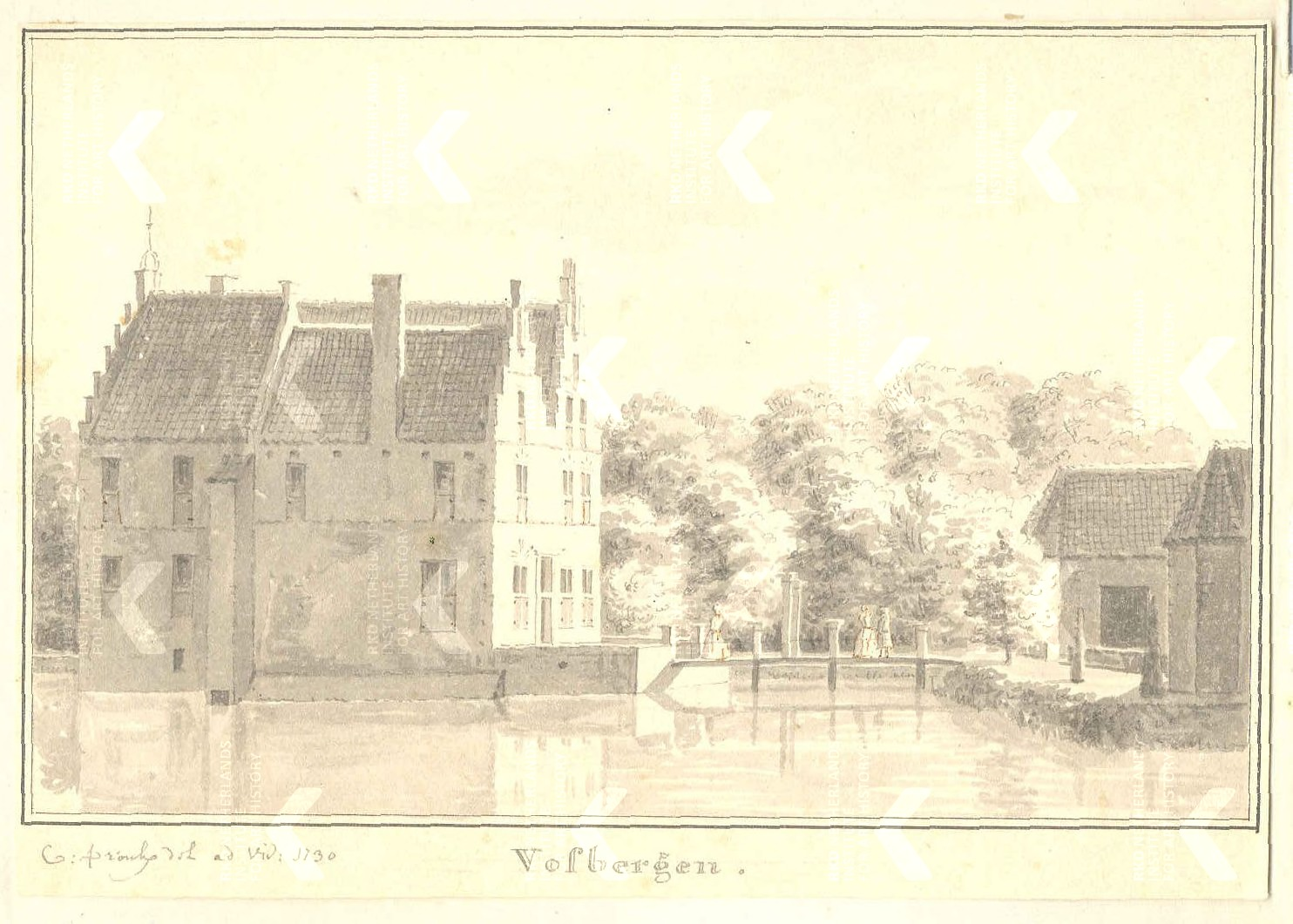
Huis Vosbergen zoals getekend door Cornelis Pronk in 1731.

Het huis is niet toegankelijk voor het publiek, het omliggende landgoed wel. Het wordt ingezet onder meer als een kleinschalige trouwlocatie, voor maximaal vijftig gasten.

Stuctuurkaart voor herstel landgoed Vosbergen, vervaardiger P. van Oosterhout.

Aalst · Aardenburg · Acquoy · Aerdt · Agistaldaburg · Ahof · Aldenhaag · Aller · Ambe · Ammersoyen · Ampsen · Andelst · Angeroyen · Appelburg · Appelse walburg · Appeltern · Arler · Baak · Babberich · Baer · Baerle · Bakerbosch · Balgoij · Barlham · Batenburg · Beek · Beerenclaauw · Bemmel · Bevervoorde · Bergh · Biljoen · Bingerden · Blankenborg (Laren) · Blankenborg · Blauwe Huis · Blokhuis (Ravenswaaij) · Boelenham · Boetselaersborg · Borculo · Boswaai · Brakel · Den Brakel · Den Bramel · Bredevoort · Broekhuizen · Bronkhorst · Bruchem · Bruinhorst · Brunsberg · Bulkestein · Bunswaard · Burcht van Tiel · Buren · De Buurse · Byland · Byvanck · Caetshage · Camphuysen · De Cannenburch · de Cloese · Coldenhove · Culemborg · Dedinckweerd · Delwijnen · Didam · Diepenbroek · Hof te Dieren · Huis Dijck · Dikke Tinne · Doddendaal · Dodewaard · Doornenburg · Doornik · Doorwerth · Dooyenburg · Dorth · Doseburg · Drakenburg · Dreumel · Druten · Duivelshuis · Eerbeek · De Ehze · Elburg · Eldrik · Emmerik · Engelenburg · Groot Engelenburg · Engelrode · Enghuizen · Enspijk · De Essenburgh · Essenpas · Est · Fokkinck · Gameren · Geerestein · Geldermalsen · De Gelderse Toren · Geldersweerd · Gellicum · Gendt · Gennepestein · Glindhorst · Goudenstein · ‘s-Grevenhoef · Groot Hell · Groenlo · Groesbeek · Huis te Groesbeek · Grunsfoort · Gulden Spijker · Hackfort · Hackforts Veenhuis · Hagen · Hagevoort · Hamerden · Hanepol · Harreveld · Harslo · Hassink · Het Haveke · Hedel · Heeckeren · De Heegh · Hees · De Heest · Hellouw · Hemmen · Hernen · Motte van Hernen · Heumen · Heusden · Hoekelum · Hoekenburg · De Hoeve · De Hof · Hof d'Ooy · Hof van Arkel · Huis het Holt · Holthuis · Het Holtslag · Ter Horst · Houberg · St. Hubertus · Huissen · Hulhuizen · Hulkestein · Hulsen · Hunneschans bij De Duno · Hunneschans bij Uddel · Jonker Bloo · 't Joppe · De Kamp · Karssenberg · Kemnade · Keppel · Kermestein · Kernhem · Kervel · Kiefskamp · De Kinkelenburg · Klein Enghuizen · Kleverburg · Kortenhoeve · Laag Helbergen · Lakenburg · Landfort · Langen · Latenstein · De Lathmer · Lathum · Ter Lede · Leegpoel · Leemcuyl · Leeuwen · Leeuwenbergh · Lensenburg · Lent · Leur · Leuvenum · Leyenburg · Lichtenvoorde · Lievenstein · Loenen · Loevestein · Loil · Loowaard · Luynhorst · Hof te Maasbommel · Magerhorst · Malburgen · Malderburcht · Malsen · Manhorst · Marhulsen · De Marsch · Marveld · Mathena · Maurik · Medel · Medestein · 't Medler · Meinerswijk · De Mellard · Mensink · Mergelp · Meteren · 't Meyerink · Middachten · Millingen · Mussenberg · Nagelhorst · Nederhagen · Nederhemert · Neerijnen · Huis Neerijnen · De Nesch · Nettelhorst · Nieuwe Blokhuis ·  Nijburg · Nijenbeek · Old Putten · Notenstein · Nye Huis · Olde Spijker · Oldenaller · Oldenhof (Driel) · Oldenhof (Heteren) · De Ooij · Oolde · Oud Oolde · Oosterhout · Ophemert · Opijnen · Oud Ampsen · Oude Blokhuis · Het Oude Loo · Oude Voorst · Oudenborch · Oud-Wisch · Huis te Overasselt · Overeng · Overhagen · Overlaar · 't Oye · Palmestein · De Parck · Persingen · Plekenpol · Ploen · Pluimenburg · Poederoijen · Poelwijck · Poelwijk · De Pol (Dreumel) · Huis de Poll (Huis te Gietelo) · De Poll (Huissen) · Pollenbering · Pollenstein · Puttenstein · Het Raasink · Ravenhorst · De Rees · Ressen · Reuversweerd · Reygersfoort · Rhijnestein · Huis Rijswijk · Rode Toren · Roode Wald · Rosande · Rosendael · Rossum · Rumpt · Ruurlo · Rijsselt · Schadewijk · Schaffelaar · Scherpenzeel · Schoonbroek · Schoonderbeek · Schoonenburg · Schuilenburg · Schuilkerke · Hof te Seelbeek · Sevenaer I · Sevenaer II · Sinderen (Oude IJsselstreek) · Sinderen (Voorst) · Slangenburg · Sleeburg · Slimsijp · De Snor · Soelen · Spaansweerd · Spaldorp · Spijk · Staverden · Sterkenburg · Swanepol · Tarthorst · Teisterbant (Kerk-Avezaath) · Teisterbant (Kerkdriel) · Ter Dicke · Tolhuis · Tolhuis (Tiel) · Tollenburg · Tongerlo · Toren van Wely · Tuil · Ubbergen · Uilenburg (Ewijk) · Uilenburg (Heteren) · Ulenpas · Ulft · Upladen · Valburg · Valkhofburcht · Valkhofpalts · Vanenburg · Varik · Hof te Varsseveld · 't Velde · Velhorst · Verwolde · Vierakker · De Voorst · Voorstonden · Vorden · Vosbergen · Vredenburg · Vredestein (Driel) · Vredestein (Ravenswaaij) · Vuren · Waardenburg · Waddestein · Wadenoijen · Waede · Wageningen · Walfort · 't Waliën · De Wardt · Watergoor · Watermeerwijk · Wayenstein (Huis te Herwijnen) · Well (Huis van Malsen) · Weijenrade · Westenburg · Westerholt · Weurt · De Wiersse · Wijenburg (Echteld) · De Wildenborch · De Wildt · Wilp · Wilperhorst · Winssen · Wisch · Wychen · Wolfswaard · Woolbeek · Yrst · IJzendoorn · Zeeland · Zilveren Spijker · Zuilichem · Zwaluwenburg · Zwanenburg (Heerde) · Zwanenburg (Megchelen)